# Calumma vatosoa
Calumma vatosoa là một loài thằn lằn trong họ Chamaeleonidae. Loài này được Andreone, Jesu & Randrianirina mô tả khoa học đầu tiên năm 2001.